# Hassela Solidaritet
Hassela Solidaritet är en ideell förbundsorganisation för lokalföreningar och enskilda medlemmar, som vill motverka missbruk, kriminalitet och utanförskap bland unga människor. Förbundet är en ideell organisation som bedriver förebyggande arbete i samarbete med föreningar, skolor och enskilda, samt fortbildning för personer som arbetar med unga, samt olika projekt och verksamheter inom brotts- och drogprevention.  I övrigt är man delaktig i samhällsdebatten när det gäller droger, ungdomar och kriminalitet. 

## Hasselarörelsen
Hasselarörelsen är ett samlande namn för Hassela Solidaritet och de sociala företag som vuxit ur Karl-Arne Westerbergs erfarenheter på Hasselakollektivet. Dessa sociala företag bedriver behandlingshem och i vissa fall öppenvård. Hassela Solidaritet är fristående från dessa företag. Hasselarörelsen har periodvis haft ett visst inflytande i svensk narkotikapolitik. Den socialdemokratiske riksdagsmannen Widar Andersson, med erfarenheter från Hasselarörelsen, fungerade som narkotikapolitiskt sakkunnig under regeringen Persson. Andra tidigare socialdemokratiska riksdagsledamöter som arbetat på hasselakollektiven är Ulrica Messing och Jan Emanuel. En annan central person i Hasselarörelsen är Torgny Peterson som står bakom en narkotikapolitisk blogg och är skribent till många publikationer från Hasselarörelsen. Rörelsen ser drogproblematik som i huvudsak en konsekvens av samhälleliga tillkortakommanden och förespråkar politiska lösningar och nolltolerans samt behandlingsmetoder som bygger på en stark relation mellan den beroende och behandlaren. Narkotikapolitiskt var Hasselakollektivet motståndare till kriminaliseringen av eget bruk av narkotika, när detta infördes 1988. Hasselakollektivet förespråkade med tiden även sprutbytesprogram samt läkemedelsbehandling för heroinister.
Utvärderingar på 1980-talet visade att 78 procent hade fått en ordnad sysselsättning efter avslutad behandling, 93 procent hade fast bostad, 73 procent missbrukade inte längre, 76 procent hade återupptagit kontakten med föräldrarna och 44 procent levde i goda parrelationer. När det gällde missbruk, sysselsättning och kriminalitet hade den sociala funktionen förbättrats för 82 procent. 

## Verksamhet

### Kollektiven
Till Hasselarörelsen hörde ett antal kollektivboenden, i praktiken rörelsedrivna behandlingshem inom ramen för LVU-lagstiftningen, organiserade som aktiebolag. Målet med behandlingshemmen var inte primärt att bota ungdomarna från droger eller kriminalitet, istället ville man omutbilda ungdomar till ett vanligt liv. över en period av mellan 12 och 15 månader som sedan följs av en 12 månader lång uppföljningsperiod. Man försökte leva ihop i en storfamilj och mycket vikt lades vid att vårdpersonal skulle dela villkoren med de missbrukande ungdomarna, delta i gemensamma uppbyggliga aktiviteter och agera som förebilder med värderingar i enlighet med Hasselarörelsens.
- Hasselakollektivet i Hassela bildades 1969 av psykologen Ulla Westerberg. Medgrundare var hennes dåvarande make, läraren Karl-Arne Westerberg.[6] Kollektivet hade ett 60-tal platser för ungdomar i åldern 16–21 år. Behandlingshemmet stängdes 2018 efter att tillståndet dragits in  av Inspektionen för vård och omsorg,[7] bland annat på grund av att kollektivet anställt två personer som nyligen dömts för brott.[8]
- Hassela Gotland bildades 1982 och hade enheter i Klintehamn, Bockes och Vänge. Enheterna hade tillsammans 48 platser för ungdomar i åldern 14–20 år med alkohol/narkotikaproblematik och/eller psykosocial problematik. Bolaget bakom behandlingshemmet på Gotland gick i konkurs 2017[8] efter att företaget fått sitt tillstånd indraget av Inspektionen för vård och omsorg.[9] Hassela Gotland stod politiskt längre till vänster än det ursprungliga Hasselakollektivet och var inspirerade av det italienska arbetskooperativet San Patrignano.[10]
- Hassela Skåne är 2023[11] den enda kvarvarande Hasselainstansen. Hassela Skåne är inte ett hem, utan bedriver uteslutande öppenvård.[8]

### Kamratstöd i skolan
Hassela Solidaritet arbetar för att förebygga droger, kriminalitet och utanförskap bland ungdomar, till exempel "Kamratstöd i skolan". Österholmsskolan i Skärholmen i södra Stockholm var den första skolan med kamratstödjare. Dessa kamratstödjare var unga, arbetslösa vuxna som fick gå Hasselas ledarutbildning och sedan verka som positiva förebilder på skolan. Verksamheten spred sig till andra skolor runtom i landet. När ungdomsarbetslösheten gick ner försämrades möjligheterna att driva denna typ av kamratstöd som en arbetsmarknadsåtgärd. I stället utvecklades så kallat elevkamratstöd, där vanligtvis två elever i varje klass utses till kamratstödjare, fick utbildning och handledning för att sedan fungera som förebilder på skolan.

## Kritik
Efter en serie intervjuer med tidigare Hassela-klienter publicerade socialarbetaren Kristian Tilander 1991 boken Bakom vår blindhet : röster från Hassela, i vilken anklagelser om övergrepp, pennalism och kränkningar presenteras. Ungdomar säger sig bland annat ha blivit slagna, knuffade och strypta av personalen. Det ska också har förekommit psykologiska övergrepp – ungdomarna ska ha blivit verbalt kränkta, isolerade från varandra och kollektivt bestraffade. Pennalism ska ha uppmuntrats av personalen – ungdomar som rapporterade regelbrott hos andra ska ha blivit belönade. Flickor ska ha kallats "horor" och blivit kränkta med grund i sina erfarenheter av prostitution. I boken vittnas om åtminstone ett fall av fysiskt sexuellt övergrepp. Ungdomar ska ha tvingats klä av sig nakna för att basta, för att sedan bli fotograferade av personal. Karl-Arne Westerberg och Widar Andersson svarade på kritiken i en artikel vid namn "Är det fel att ha framgång?" i Dagens Nyheter. Bland annat ansågs att det är lätt att kritisera Hassela som utomstående, men att man i det dagliga arbetet måste ta ansvar och göra kompromisser.
Behandlingshemmen fick ibland kritik för kränkande behandling, tillmälen, misstänkta övergrepp och pennalism.